# Mastigias albipunctatus
Mastigias albipunctatus är en manetart som beskrevs av Stiasny 1920. Mastigias albipunctatus ingår i släktet Mastigias och familjen Mastigiidae. Inga underarter finns listade i Catalogue of Life.